# El Jiotal
El Jiotal är en ort i Mexiko.   Den ligger i kommunen Acula och delstaten Veracruz, i den sydöstra delen av landet, 400 km öster om huvudstaden Mexico City. El Jiotal ligger 9 meter över havet och antalet invånare är 143.
Terrängen runt El Jiotal är mycket platt. Runt El Jiotal är det ganska glesbefolkat, med 47 invånare per kvadratkilometer. Närmaste större samhälle är Tlacotalpan, 13,6 km öster om El Jiotal. I omgivningarna runt El Jiotal växer huvudsakligen savannskog.